# 蔡官治
蔡官治（16世纪？—1645年7月7日），字羽明，号正庵，浙江湖州府德清县人，明朝政治人物。万历四十七年（1619年）中进士，初授南京兵部车驾司主事，累官至陕西巡抚，弘光元年（1645年）去世。著有《礼记删繁》一书。

## 生平

### 结好东林
万历四十三年（1615年），蔡官治中乡试副榜，入國子監讀書。万历四十六年（1618年）中举人。万历四十七年（1619）成进士。初授南京兵部车驾司主事，不久转任南京兵部职方司员外郎，任满升为北直隶真定府知府。当时真定籍的原任吏部尚书赵南星被阉党以贪污罪弹劾，罢官归里。蔡官治奉命抓捕赵南星父子，表面严格执法，却又暗中给予优待和保护，还亲自伺候赵南星起居进食。赵南星的儿子在崇祯年间为父请谥时特别称赞了蔡官治。

### 陷害名将
天启七年（1627年），阉党倒台后，蔡官治即刻升为湖广提学副使，崇祯四年（1631年）升为江西布政司右参政，崇祯十年（1637年）以原官分守上湖南道，驻守永州府。当时湖广临武县、蓝山县的瑶族叛军进攻永州府道州，蔡官治组织防御，大败。崇祯十一年（1638年），叛军又来进攻，永道守备沈至绪计划将敌人在险要处予以围歼，蔡官治却故意不发援军，结果沈至绪孤军战死。沈至绪之女沈云英率军抢回父尸，并向上级控诉蔡官治玩忽职守，还威胁要进京告御状。崇祯帝撤去蔡官治的差事，命曾樱接任湖南道，但因为蔡官治的东林背景，实际上并没有受到什么处罚。

### 巡抚陕西
崇祯十五年（1642年），蔡官治又叙功升都察院右佥都御史，巡抚陕西，随即遭到吏科都给事中吴麟徵的弹劾，加之农民军势大，陕西岌岌可危，上疏乞归，崇祯十六年（1643年）三月，被冯师孔取代了职务，弘光元年六月十四日（1645年7月7日）病逝于家中。

## 学术
蔡官治对“五经”当中《礼记》颇有研究，乡试时依靠治《礼》经夺得经魁，晚年著有《礼记删繁》一书。

## 家族
蔡官治出生于浙江湖州府德清县名门清溪蔡氏，其先世有明英宗三女淳安公主的駙馬蔡震，正德年间的贵州按察司佥事蔡中孚，嘉靖朝南京工部右侍郎蔡汝楠等，蔡官治是蔡中孚的六世孙。
祖父蔡见龙，父蔡铎，母严氏。正室胡氏，继室项氏、夏氏。有七子：长子蔡诒来，以贡生资格出仕清朝，官至浙江严州府儒学训导；次子蔡诒秉；三子蔡诒榖，康熙五年（1666年）举人，官至临海县教谕；四子蔡诒构，康熙十六年（1677年）举人，官至内阁中书；五子蔡诒枚；六子蔡诒敕，康熙八年（1669年）举人；七子蔡诒棨，早夭。